# Schepenupet I.
Schepenupet I. (auch Schepenwepet I.) trug als Tochter des Pharaos Osorkon III. um 754 bis 714 v. Chr. während der 23. Dynastie (Dritte Zwischenzeit) den altägyptischen Titel „Gottesgemahlin des Amun“.
Schepenupets I. Adoptivtochter Amenirdis I., Schwester des Pije, wird um 740 v. Chr. von diesem als zweite „Gottesgemahlin“ eingesetzt. Während ihrer Amtszeit wird im Tempelbezirk von Karnak der Tempel des Osiris-Herrn-der-Ewigkeit errichtet. Beide Namen werden, neben einem gewissen Namilt, auf einer Steingefäßinschrift genannt.